# Herz-Jesu-Kirche (Immenreuth)

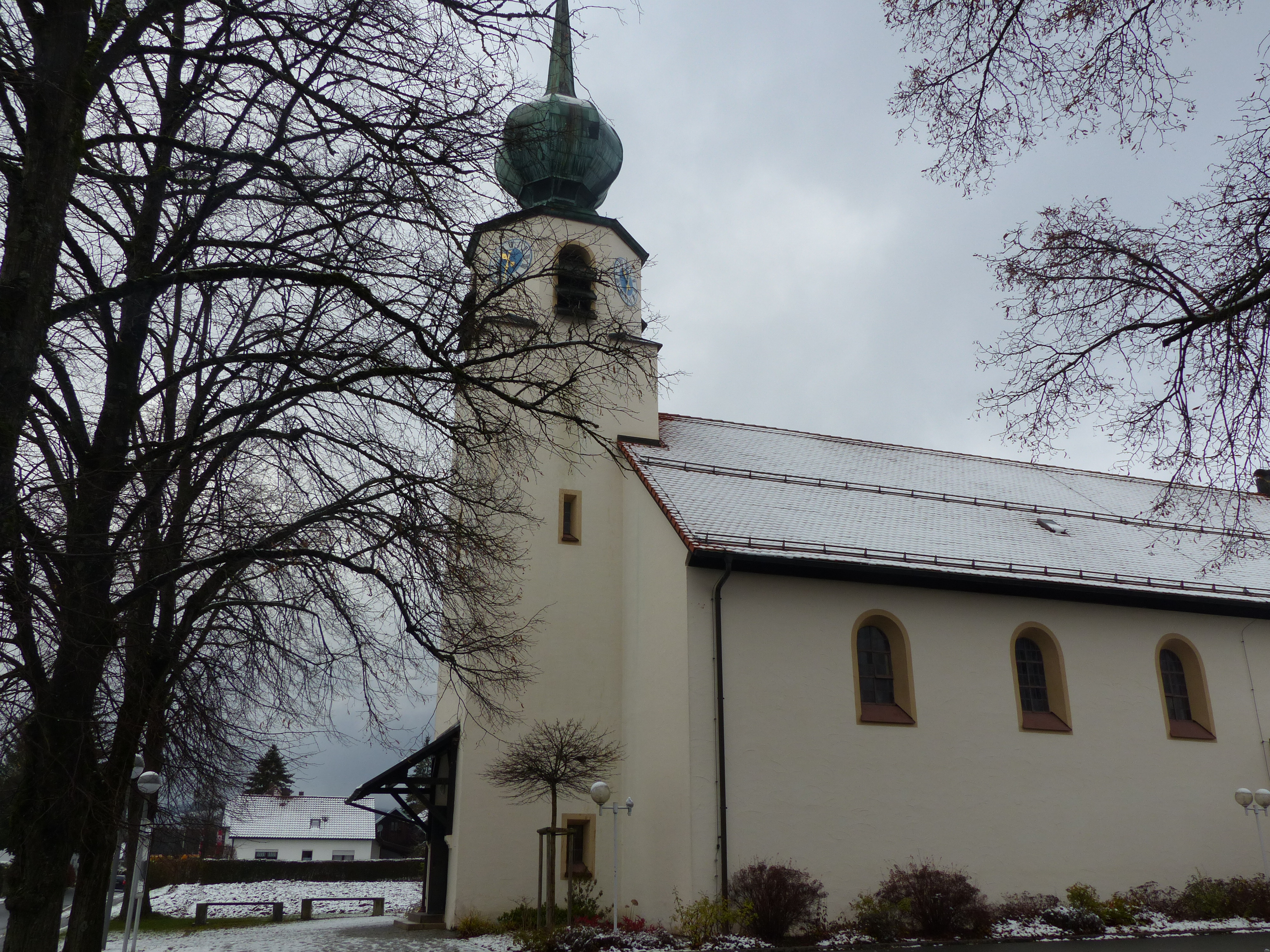
Herz-Jesu-Kirche Immenreuth

Die Herz-Jesu-Kirche ist eine römisch-katholische Pfarrkirche der Diözese Regensburg. Sie steht in der Kemnather Straße in Immenreuth.

## Geschichte
Anfangs 20. Jahrhundert wurde es den Gläubigen von Immenreuth zu beschwerlich, die Gottesdienste im Nachbarort, der Mutterpfarrei Kulmain, zu besuchen. Daher drängten sie 1915 auf eine Errichtung eines Gotteshauses vor Ort. Nach zähen Verhandlungen wurde 1916 der Architekt Meckler aus München beauftragt, einen Entwurf zu erstellen. Nach einer langen Pause wurde im Mai 1933 aufgrund einer Intervention anlässlich eines ortsnahen Besuchs von Michael Buchberger die Planungen wieder aufgegriffen. Weitere Entwürfe z. B. von Heinrich Hauberrisser wurden eingereicht. Die Entscheidung fiel zugunsten Georg Holzbauer, der bereits in Krummennaab tätig war. Dieser legte den Plan einer deutlich größeren Kirche vor.
Nach Genehmigung des Plans wurde der erste Spatenstich am 15. Juni 1934 gefeiert. Durch die beginnende Aufrüstung in Nazi-Deutschland wurde es zuweilen schwierig, passendes Baumaterial wie Buntmetall zu beschaffen. Am 7. Dezember 1934 konnte bereits die Benediktion durch Kapitelsdekan Obelth aus Pressath in Anwesenheit von Josef Hiltl erfolgen. Weihnachten 1934 wurden bereits Gottesdienste in der noch nicht vollendeten und nicht ausgetrockneten Kirche notdürftig mit einer improvisierten Ausstattung gefeiert. Im folgenden Jahr wurden die Kirchenbänke und der Altar eingebaut. Am 8. September 1935 wurde die Kirche durch Michael Buchberger konsekriert.
Im Zweiten Weltkrieg blieb die Kirche trotz Tieffliegerangriffe auf Immenreuth unversehrt. Mit der Erhebung zur Pfarrkuratie zum 1. Mai 1948 wurde die Kirchengemeinde unabhängig von der Mutterpfarrei.
In den 50er Jahren wurde die Kirche innen getüncht, 1962 wurde der Außenanstrich erneuert. 1956 wurden die Seitenaltäre verändert. Nach dem Zweiten Vatikanischen Konzil erfolgte die Veränderung des Altarraums unter Berücksichtigung der Leitlinien zur Liturgiereform. Zum ersten Januar 1963 wurde die Kirche zur Pfarrkirche erhoben. Eine geplante Erweiterung der Kirche wurde nicht durchgeführt.

## Architektur
Die nicht geostete, sondern nach Nord-Ost ausgerichtete Kirche ist am nördlichen Ortsrand von Immenreuth erbaut. Die weiß verputzte Saalkirche wird von einem Satteldach abgeschlossen, das mit roten Dachziegeln bedeckt ist. Im Südwesten ist ein schlanker Kirchturm auf quadratischem Grundriss in die Giebelseite eingebunden. Dem achtseitigen Glockengeschoss ist ein Zwiebelturm aufgesetzt. Das Langhaus wird an den Langseiten durch jeweils fünf hochsitzende kleine Rundbogenfenster belichtet und durch ein überdachtes Portal im Südosten und durch ein überdachtes Portal im Turm erschlossen.

## Ausstattung

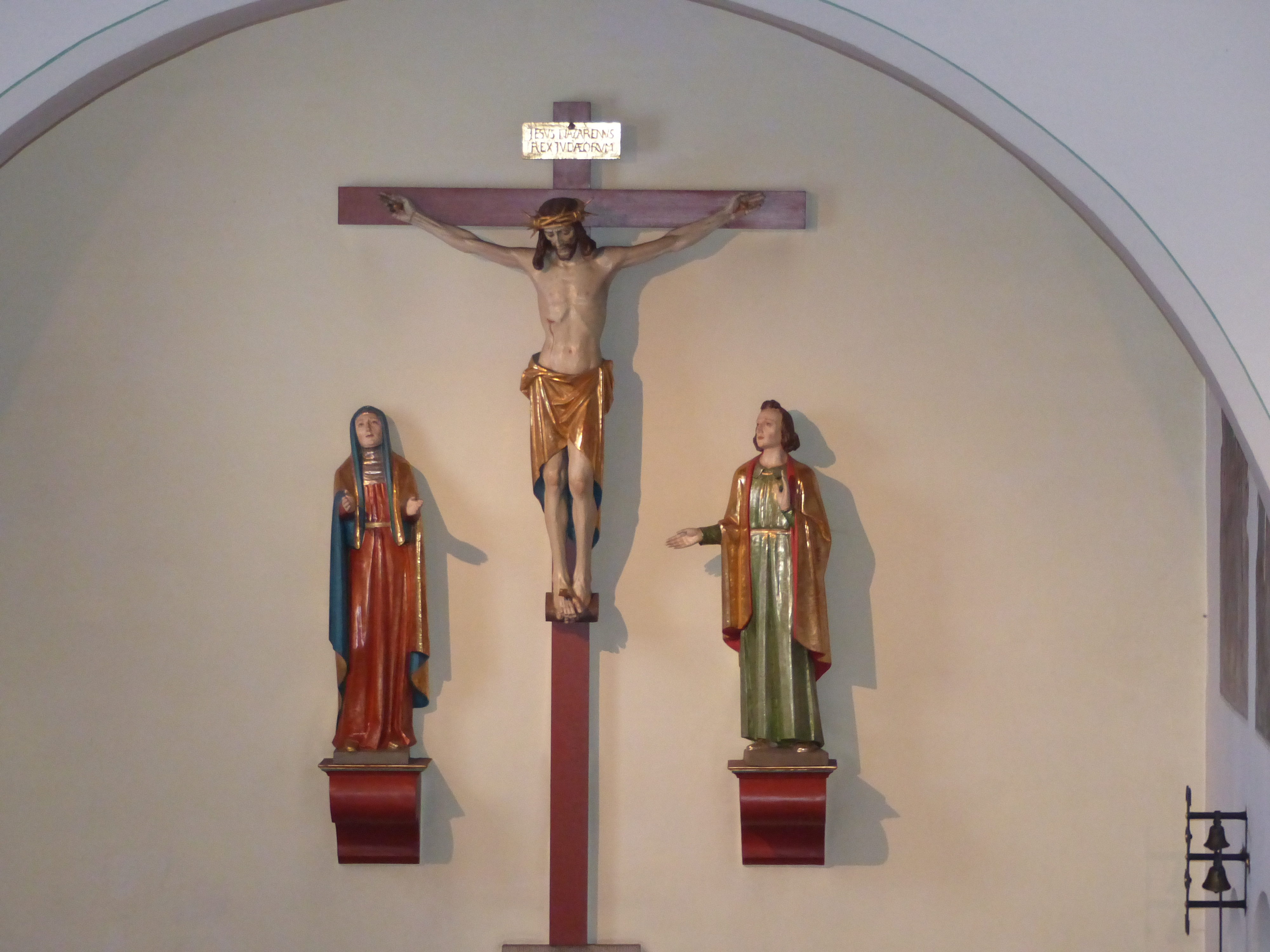
Kreuzigungsgruppe Hochaltar

Das Innere der Kirche ist schlicht gehalten. Der Innenraum wird von einer holzverkleideten Flachdecke abgeschlossen, die von Längs- und Querunterzügen getragen wird. Im Südwesten ist eine Empore mit quadratischen kassettierten Füllungen eingebaut, die als Aufstellungsort für die Orgel dient. Der Altarbereich im Nordosten ist gegenüber dem Schiff um zwei Stufen erhöht. Bemerkenswert ist die Kreuzigungsgruppe aus dem Jahr 1955, die Guido Martini schuf. Später wurden weitere Bildhauerarbeiten bei ihm in Auftrag gegeben, die heute teilweise nicht mehr aufgestellt sind. Der Kreuzweg an den Wänden der Langseiten wurde von dem Kunstmaler Bauer aus München gefertigt. Auffällig ist eine im Altarraum befindliche Holzplastik von Helmut Langhammer.

## Orgel
Nach dem Bau der Kirche diente erst ein größeres Harmonium als Ersatz für eine Kirchenorgel. In dieser Zeit wurde versucht eine gebrauchte Orgel zu erwerben.
Über private Kontakte wurde eine Orgel angeboten, die zuletzt als Interimsorgel von St. Wolfgang in Regensburg diente. Das wahrscheinlich pneumatische Membranladeninstrument wurde von der Firma Weise gebaut und hatte laut einem Gutachten vom 23. Februar 1923 von Peter Griesbacher folgende Disposition:
| Manual C– |               |                  |
| 1.        | Prinzipal     | 8′               |
| 2.        | Salicional    | 8′               |
| 3.        | Gedeckt       | 8′               |
| 4.        | Aeoline       | 8′               |
|           | Vox coelestis | 8′ (= Nr. 2 + 4) |
| 5.        | Traversflöte  | 4′               |
| 6.        | Mixtur        | 2 ⁄3             |

| Pedal C– |        |     |
| 7.       | Subbaß | 16′ |

- Koppeln: Manual/P, Super/Manual, Sub/Manual
- Spielhilfe: Tuttiknopf

Im Laufe der Verhandlungen interessierte sich auch die Gemeinde von St. Josef (Ziegetsdorf) für das Instrument, um die dort neu gebaute Kirche damit auszustatten. Den Zuschlag erhielt Immenreuth. Am 24. Juli 1944 war die Orgel bereits nicht mehr in Regensburg vorhanden und an einem unbekannten Ort zwischengelagert. Erst im Frühjahr 1946 wurde die Orgel von Emil Dobmeier aus Mitterteich in der Kirche aufgestellt.
Mit der Zeit häuften sich die Reparaturen, um die Spielbarkeit der Orgel zu erhalten. Daher plante 1977 die Kirchenverwaltung eine neue, zudem den liturgischen Ansprüchen genügende Orgel anzuschaffen.

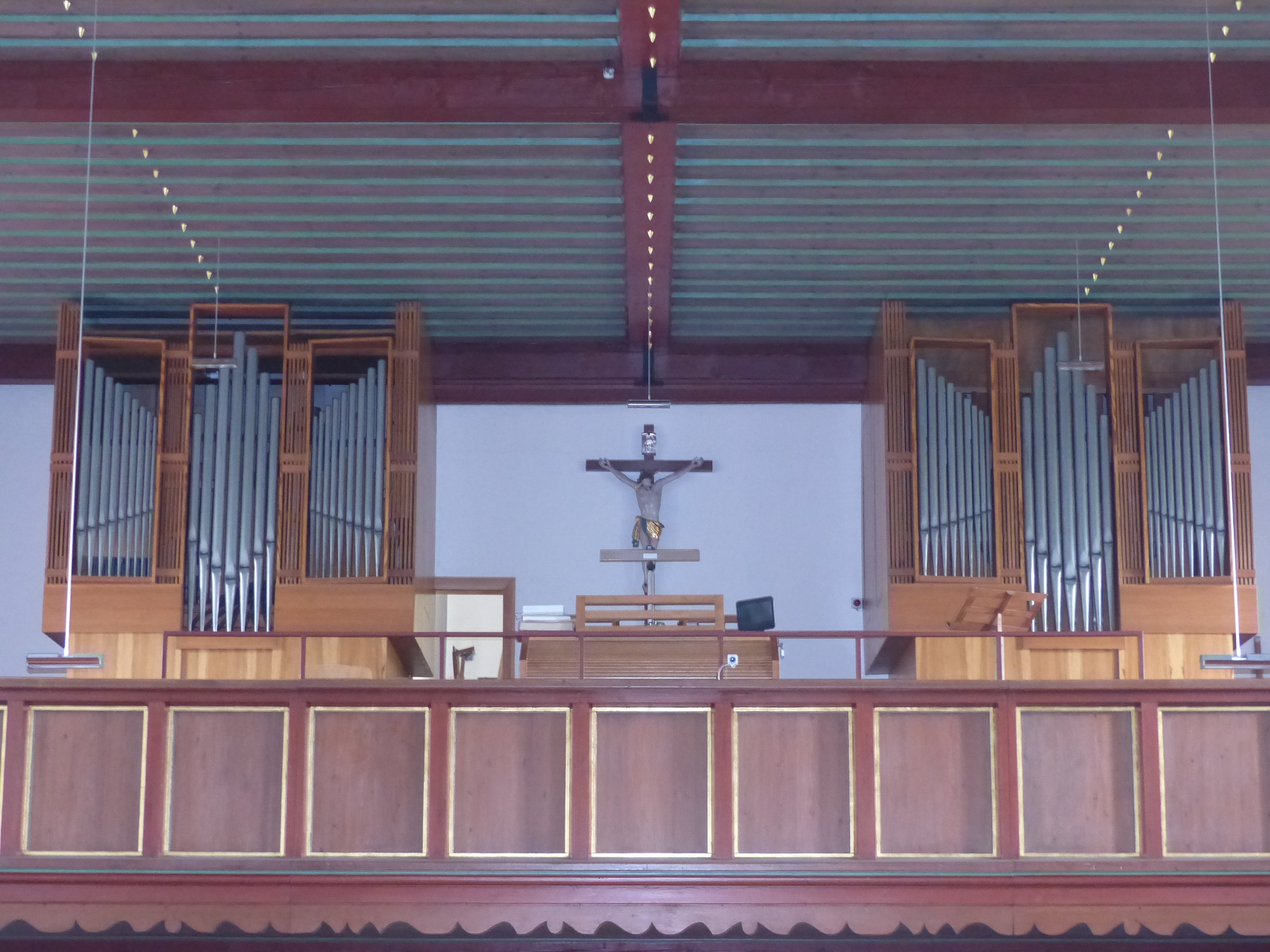
Orgel der Herz-Jesu-Kirche Immenreuth

Die derzeitige Orgel wurde 1978 von der Orgelbaufirma Hermann Kloss aus Kelheim gebaut und im Dezember eingeweiht. Als Orgelsachverständiger der Diözese fungierte Eberhard Kraus, der auch die Disposition erstellte und das Weihekonzert spielte.
Die Firma Hey Orgelbau aus Urspringen (Ostheim) hat 2008 eine größere Renovierungsarbeit durchgeführt. Seit 2016 ist die Orgelbaufirma Karsten Hörl (Helmbrechts) damit beauftragt, altersbedingte Erhaltungsmaßnahmen an der Orgel durchzuführen. Inzwischen ist die Firma Markus Bäumler aus Weiden zuständig.
Der Prospekt ist zweigeteilt; das mechanische Schleifladeninstrument mit elektrischer Registertraktur ist in zwei Gehäuseteile eingebaut. Diese sind als Türme auf der Empore links und rechts des Kruzifixes aufgestellt. Es befinden sich im linken Turm das Pedalwerk sowie das Hauptwerk. Im rechten Turm wurde das Schwellwerk eingebaut, davor befinden sind zwei Register des Pedalwerkes mit elektrischer Ansteuerung. Der Spieltisch steht rückwärts zentral zwischen beiden Türmen. In das Schwellwerk wurde von Fa. Hörl ein Tremulant eingebaut.
| I Manual C–g3  |    |
| Rohrflöte      | 8′ |
| Flûte d’ amour | 8′ |
| Prinzipal      | 4′ |
| Flöte          | 2′ |
| Mixtur III     | 1′ |

| II Schwellwerk C–g3 |       |
| Bleigedackt         | 8′    |
| Gambetta            | 4′    |
| Prinzipal           | 2′    |
| Sesquialtera II     | 2 ⁄3′ |
| Jauchzend Pfeif II  | 1 ⁄3′ |

| Pedal C–f1 |            |
| Subbass    | 16′        |
| Violonbass | 8′         |
| Choralbass | 4′ + 1 ⁄3′ |
| Posaune    | 8′         |

- Koppeln: II/I, I/P, II/P

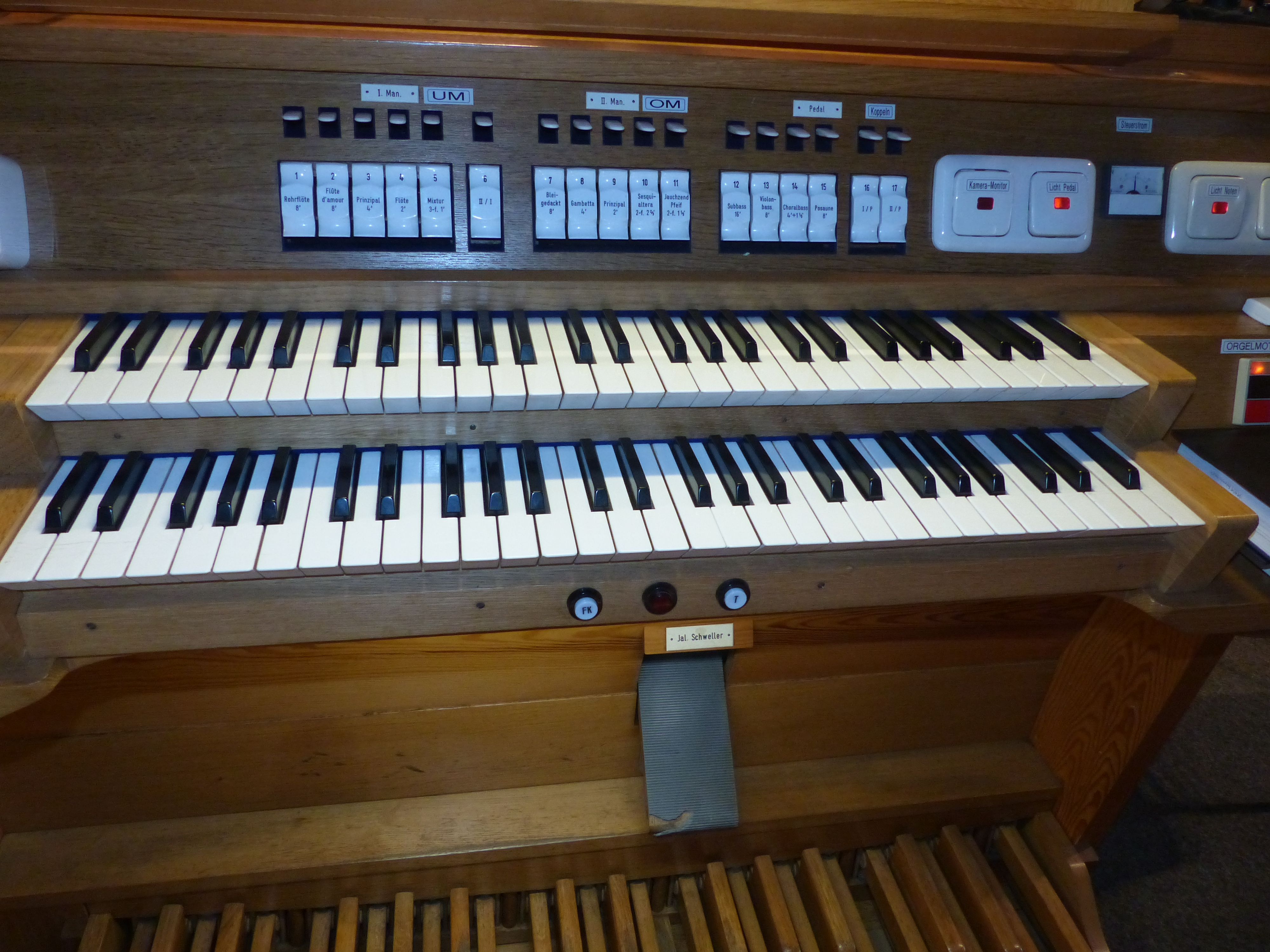

- Spielhilfen: Freie Kombination, Tutti, Schwellwerktritt, Tremulant (nachgerüstet 2019)

## Glocken
Als erste Glocke diente eine kleine Eisenglocke aus dem Gemeindebesitz von Immenreuth. 1934 wurde beim Bezirksamt Kemnath ein Antrag zur Beschaffung von Glocken eingereicht. Nach der Genehmigung reichten die Glockengießer Hamm und Humpert Kostenvoranschläge für verschiedene Geläute ein. Humpert goss am 15. Dezember 1937 drei Glocken mit 450, 270 und 190 kg, welche an Ostern 1938 geweiht wurden. Am 2. März 1942 wurden zwei dieser Glocken zu Rüstungszwecken eingezogen.
1950 wurde das Geläut durch deutlich schwerere Glocken der Firma Humpert wieder ergänzt, wobei der Schlagton und die Inschrift den Vorgängerglocken gleichen. Später wurden die ursprünglich handbetriebenen Glocken mit elektrischen Läutemaschinen versehen.
| Nr. | Name                 | Masse (kg) | Schlagton | Ø (mm) | Gussjahr |
| 1   | Herz-Jesu-Glocke     | 840        | e1        | 1180   | 1950     |
| 2   | Muttergottes-Glocke  | 505        | g1        | 1000   | 1950     |
| 3   | Bruder-Konrad-Glocke | 190        | a1        | 800    | 1942     |

## Seelsorger
- Johann Babtist Blas †, 1. Januar 1937 bis 1. August 1962.
- Gerhard Spreeuwenberg, von 1. August 1962 bis 28. Januar 1965.
- August Sparrer, seit 1. Oktober 1978.
- Alfons Vollath, seit 1. März 1974.
- Alfons Wurm, seit 1. Dezember 1973.
- Bernd Philipp, seit September 2005 (seit 2005 Pfarreiengemeinschaft Kulmain-Immenreuth)
- Markus Bruckner, seit September 2011